# 孙武学
孙武学（1945年5月—），陕西阎良人，北京农业大学农经系毕业。曾任陕西省人民政府副秘书长，西北农林科技大学校长等职。

## 简历
1964年9月，孙武学考入北京农业大学农经系农业经济管理专业学习。受文化大革命影响，大学毕业后，于1970年被安排到陕西省军区独立师学生四连劳动锻炼。1972年，调安康地区工作，官至安康地区农林局副局长；1979年，调陕西省农业区划委员会办公室工作，参与主持陕西省农业自然资源普查和区划；1984年，任陕西省人民政府副秘书长、兼省政府办公厅副主任。
1995年，孙武学出任陕西省国际信托投资股份有限公司董事长、兼党委书记；1999年，任中共陕西省委教育工委副书记、兼西北农林科技大学校党委书记；2003年8月，出任西北农林科技大学校长，至2011年退休。